# Портоскузо
Портоскузо (итал. Portoscuso) — коммуна в Италии, располагается в регионе Сардиния, подчиняется административному центру Южная Сардиния.
Население составляет 5 034 человек (30-06-2019), плотность населения составляет 132,16 чел./км². Занимает площадь 38,09 км². Почтовый индекс — 9010. Телефонный код — 0781.
Покровительницей коммуны почитается Пресвятая Богородица (Santa Maria d'Itria), празднование в 51 день после Пасхи, во вторник.